# Showtime
Showtime er et amerikansk branding og betalings-kanal, der bliver brugt på en række platforme rundt om i verden. Fra og med august 2005, havde Showtime over 13 millioner abonnenter i USA. Showtime viser som regel film, selv-producerede tv-serier, samt boksning og MMA-kampe.

## Originalserier fra Showtime
- American Candidate
- Barbershop: The Series
- Brotherhood
- Brothers
- Bullshit!
- Californication
- The Chris Isaak Show
- Dead Like Me
- Dexter
- Family Business
- Fat Actress
- Free For All - Animated
- Freshman Diaries
- Going To California
- Huff
- Interscope Presents: The Next Episode
- It's Garry Shandling's Show
- Jamie Foxx Presents: Laffapalooza
- Jeremiah
- The Leap Years
- The L Word
- Masters of Horror
- Nurse Jackie
- Odyssey 5
- The Outer Limits
- Out of Order
- Poltergeist- The Legacy
- Queer as Folk
- Queer Duck
- Red Shoe Diaries
- Resurrection Blvd.
- Rude Awakening
- Sexual Healing
- Sherman Oaks
- ShoBox: The New Generation
- Sleeper Cell
- Soul Food
- Stargate SG-1 (sæson 1 – 5)
- Street Time
- Damon Wayans' The Underground
- Washingtoon (animeret tv-serie)
- Weeds